# Universitat d'Altdorf
La Universitat d'Altdorf (alemany: Universität Altdorf) és una antiga universitat alemanya situada a Altdorf bei Nürnberg. Va ser fundada el 1578 com a acadèmia, esdevingué universitat el 1622 i va ser clausurada per Maximilià I Josep de Baviera el 1809.